# Foulden (Norfolk)
Pour les articles homonymes, voir Foulden.
Foulden est une paroisse civile et un village du Norfolk, en Angleterre.